# Тафа
Тафа (Phascogale tapoatafa) — вид сумчастих, родини кволових. Іноді її називають китицехвостим сумчастим щуром. Є два підвиди.

## Опис
Тафа — це одна з найперших тварин, яку побачили європейці в Австралії. Перші описи щодо тафи надали натуралісти Ф.Мейєр у 1793 році та Д.Шоу у 1800 році. Має довжину тулуба — 16—22 см, хвоста — 16—23 см. У тафи довга загострена морда, хвіст закінчується китицею. Хутро блакитно-сірого кольору.

## Спосіб життя
Веде нічний спосіб життя, а вдень відпочиває. Легко лазить по деревах, живе у дуплах або норах. Дуже прудка, швидка тварина, одна з найкровожерливіших хижих сумчастих. Харчується домашніми птахами, хатніми мишами, ящірками, навіть щурами. Укус дуже болючий, тварини погано приручаються.
Розмноження триває з липня до серпня, народжується 7-8 дитинчат. Вони живляться молоком матері до 5 місяців.

## Розповсюдження
Раніше вони мешкали скрізь по Австралії. Першим європейським переселенцям завдавали значної шкоди. Привезені людьми руді лисиці та кішки стали небезпечними ворогами тафи. Тому популяція її значно зменшилася. Сьогодні зустрічається у всіх штатах Австралії, окрім Тасманії.